# Петер Серенсен
Петер Ингеман Мусгор Серенсен (дан. Peter Ingemann Moesgaard Sørensen; 7. септембар 1967), често правописно неправилно као „Соренсен”, дански је дипломата. Тренутно обавља функцију шефа Делегације Европске уније при Канцеларији Уједињених нација и другим међународним организацијама у Женеви. Пре тога је био специјални представник Европске уније за Босну и Херцеговину.

## Биографија
Дипломирао је на Универзитету у Орхусу. Био је адвокат у Данској и официр у Војци Данске.
Био је виши саветник специјалног представника генералног секретара УН/шефа УНМИК-а, политички саветник специјалног изасланика Уједињених нација за Балкан, шеф политичких послова у Мисији ОЕБС-а у Хрватској, правни саветник у Канцеларији високог представника у Босни и Херцеговини, као и део Посматрачке мисије Европске заједнице у Сарајеву. Од 2002. до 2006. био је заменик шефа УНМИК-а и директор Европске канцеларије. Од 2009. до 2011. био је лични представник високог представника ЕУ у Београду.
Именован је за специјалног представника Европске уније и шефа Делегације ЕУ у Босни и Херцеговини у септембру 2011. године, након што је претходно био шеф Делегације ЕУ у Скопљу.